# Neal Dunn
Pour les articles homonymes, voir Dunn.
Neal Dunn, né le 16 février 1953 à New Haven, est un homme politique américain, élu républicain de Floride à la Chambre des représentants des États-Unis depuis les élections de 2016.

## Biographie
Avant de s'engager en politique, Neal Dunn est chirurgien pendant 10 ans dans l'armée de terre américaine puis pendant 25 ans à Panama City, où il a fondé l'Advanced Urology Institute.
Durant l'été 2015, il annonce sa candidature à la Chambre des représentants des États-Unis dans le 2e district de Floride, détenu par la démocrate Gwen Graham. Un redécoupage des circonscriptions rend ce district de la Big Bend Coast profondément républicain et Graham renonce à se représenter. Durant la primaire républicaine, Dunn affronte notamment l'avocate conservatrice Mary Thomas qui l'attaque pour ses anciennes donations à des démocrates et son soutien à l'extension de Medicaid. Il remporte la primaire avec 41 % des suffrages contre 39 % pour Thomas grâce à ses bons résultats dans le comté de Bay. Le 8 novembre 2016, il est élu représentant en rassemblant environ deux tiers des voix face au démocrate Walt Dartland.
En 2018, Neal Dunn est facilement réélu face au démocrate Bob Rackleff, avec un score similaire à 2016. En 2020, il remporte un troisième mandat sans opposant démocrate. Il est réélu en 2022 et 2024.